# Paul R. Hill
Paul Richard Hill (1909–1990) là một nhà khí động học người Mỹ nổi tiếng giữa thế kỷ 20. Ông là kỹ sư nghiên cứu và nhà phát triển hàng đầu cho NASA (Cơ quan Hàng không và Vũ trụ Quốc gia) và người tiền nhiệm của nó, NACA (Hội đồng Tư vấn Quốc gia về Hàng không) từ năm 1939 đến 1970, nghỉ hưu với tư cách là Phó Giám đốc Phòng Vật liệu và Vật lý Ứng dụng tại Trung tâm Nghiên cứu Langley của NASA. Ông được cho là người nổi tiếng nhất hiện nay với tư cách là tác giả của quyển sách Unconventional Flying Objects: a Scientific Analysis (Vật thể bay không theo quy tắc: Phân tích khoa học).

## Tiểu sử
Hill chào đời tại Odebolt, Iowa vào tháng 2 năm 1909. Sau khi tốt nghiệp bằng cử nhân trong ngành kỹ thuật cơ khí của Đại học California, Berkeley năm 1936, ông là Giáo sư Hàng không tại Đại học Kỹ thuật Bách khoa ở Oakland, California trong ba năm trước khi gia nhập Ủy ban Cố vấn Hàng không Quốc gia (NACA) vào năm 1939. Ông tiếp tục làm việc trong một phạm vi về vai trò quản lý R&D cao cấp khi NACA trở thành Cơ quan Hàng không và Vũ trụ Quốc gia (NASA) vào năm 1958 tại Trung tâm Nghiên cứu Langley của NASA. Hill kết hôn với Frances Hoback Hill (mất năm 1999). Họ có một cô con gái, Julie M. Hill.  Paul Richard Hill qua đời vào ngày 9 tháng 4 năm 1990 tại Trung tâm Điều dưỡng Khu vực James River, Newport News, Virginia, Mỹ.
Cơ quan Lưu trữ Hàng không Vũ trụ Mỹ còn thực hiện bộ sưu tập đặc biệt về ông mang tên Paul R Hill Special Collection. Ông đã được trao Huân chương Công vụ Xuất sắc của NASA vào năm 1969. Giải thưởng này được "… cấp cho thành tích hoặc công tác quan trọng được đặc trưng bởi sáng kiến hoặc khả năng sáng tạo khác thường thể hiện rõ sự cải thiện đáng kể về kỹ thuật, quản lý du hành không gian hoặc các nỗ lực liên quan đến không gian đóng góp cho các chương trình của NASA". Năm 1970, Hill được tuyên dương với tư cách lãnh đạo khoa học xuất sắc về "chỉ đạo nghiên cứu áp dụng cho các phòng thí nghiệm không gian và tàu vũ trụ khác."

## Nghiên cứu tại NACA và NASA
Trong chiến tranh thế giới thứ hai, Hill là đồng tác giả của một số báo cáo kỹ thuật của NACA, tập trung vào các khía cạnh khí động học của hiệu suất máy bay. Hill cũng tham gia vào quá trình hợp tác giữa NACA với công ty Republic Aircraft Company, hỗ trợ việc thiết kế loại máy bay chiến đấu cực kỳ thành công P-47. Vai trò cụ thể của Hill liên quan đến mảng thiết kế khí động học. Trong giai đoạn hậu chiến ngay sau đó, Hill đã có nhiều đóng góp đáng kể cho sự phát triển của công nghệ động cơ phản lực dòng thẳng, bao gồm thiết lập và giám sát chương trình bay thử nghiệm động cơ phản lực dòng thẳng trên đảo Wallops và là tác giả của bản báo cáo kỹ thuật NACA đầu tiên về công nghệ động cơ phản lực dòng thẳng.
Đến đầu những năm 1950, một phần lấy cảm hứng từ sở thích cá nhân về hiện tượng 'đĩa bay' hay 'UFO', Hill bắt đầu thử nghiệm thời gian của mình với các thiết bị bay được điều khiển bằng động lực học. Điều này dẫn đến một dự án chính thức, mà Hill khởi xướng với Charles Zimmerman, từng làm việc độc lập dựa trên các khái niệm tương tự trong một thời gian. Dự án này được thiết kế và bay thử nghiệm các loại thiết bị như vậy với sự hợp tác của Không quân Mỹ, Không quân Hoàng gia Canada và Văn phòng Nghiên cứu Hải quân Mỹ. Sự hiểu biết ngày càng tăng về đặc tính khí động học và hiệu suất của các nền tảng như vậy đã báo hiệu công việc thiết kế trong tương lai dành cho Mô-đun Hạ cánh Mặt Trăng (LM), các thiết kế và thí nghiệm VTOL khác với máy bay hình đĩa trong giai đoạn này.
Vào đầu những năm 1950, Hill là một phần của hội đồng tư vấn được nhóm họp đặc biệt gồm "những người xuất chúng"; các nhà khí động học tư vấn cho Sandia Labs về các vấn đề gặp phải khi thiết kế bom thế hệ thứ hai (Bom H). Ngoài Hill, lúc này đang đứng đầu Bộ phận Máy bay Không người lái của NACA, "những người xuất chúng" được Dr Robert F Brodsky thuộc Sandia Labs liệt kê trong cuốn hồi ký của ông là Jack Northrop (nhà sáng lập Northrop Aircraft), George Schairer (Trưởng phòng khí động học tại Boeing), Ira H. Abbott ("một kỹ sư huyền thoại"), Ed Heinemann (kỹ sư trưởng Douglas Aircraft), Dr. Alex Charters ("một nhà nghiên cứu đạn đạo nổi tiếng"), Al Sibilia (Trưởng phòng khí động học tại Vought Aircraft), Dr. Charles Poor (Trưởng nhóm Khoa học Phòng Nghiên cứu Đạn đạo của Quân đội), và "một số kỹ sư nổi tiếng khác". Ngoài ra Hill và Charters, mà Brodsky từng gọi là "anh hùng". Đóng góp cụ thể của Hill là trong việc chẩn đoán các vấn đề khí động học trong thiết kế bom, mặc dù Brodsky thừa nhận rằng vào thời điểm đó, họ đã bị phớt lờ cho đến một năm sau đó khi các nhà khoa học Sandia nhận ra họ đã đúng. "Cả hai chuyên gia đều đúng, nhưng họ đã vượt xa chúng tôi về mặt kỹ thuật".
Năm 1956, Không quân Mỹ đã thành lập dự án HYWARDS, với mục đích phát triển một thiết kế siêu âm có khả năng lên tới Mach 12, như một sự kế thừa cho X-15. Nhà sử học hàng không vũ trụ, James Hansen lưu ý rằng một số kỹ sư NACA về sau đã tham gia nhóm nghiên cứu HYWARDS ban đầu tại Trung tâm Nghiên cứu Langley "đáng chú ý là Paul Hill, cấu hình và động cơ đẩy…". Hill đã thực hiện một số đóng góp quan trọng, nhất là trong việc thiết kế các đường hầm gió siêu âm.
Đến năm 1959 Hill bắt đầu tham gia nghiên cứu cho một sứ mệnh mặt trăng trong tương lai. Một nhóm nghiên cứu mặt trăng được thành lập dưới sự lãnh đạo của Clint Brown, với lời đề nghị sự tham gia của sáu "nhà phân tích chu đáo nhất của Langley: David Adamson, Bộ phận Khí động học Siêu âm; Paul R. Hill, PARD; John C. Houbolt, Bộ phận Tải trọng Động; Albert A. Schy, Bộ phận Nghiên cứu Độ bền; Samuel Katzoff, Bộ phận Nghiên cứu Toàn diện; và Bill Michael thuộc Bộ phận Cơ học Lý thuyết của riêng mình". Đây là một trong nhiều nhóm nghiên cứu để kiểm tra sứ mệnh mặt trăng trong giai đoạn này, với sự đóng góp chính của nó là khởi xướng khái niệm điểm hẹn trên quỹ đạo giữa tàu đổ bộ và tàu vũ trụ chính.".
Nghiên cứu trạm vũ trụ bắt đầu một cách nghiêm túc tại NASA-Langley vào đầu những năm 1960 và Hill đóng một vai trò nổi bật. Nhà sử học James Hansen mô tả Hill là một trong hai "thành viên chủ chốt của quá trình nghiên cứu trạm vũ trụ đầu tiên của Langley" (cùng với Robert Osborne), với một phần lớn công việc tiên phong của Hill được đưa vào những phát triển sau này.
"Trong tất cả những người đóng góp vào quyết định Mặt trăng, những người ở xa nhất phía trong bóng tối là các kỹ sư của Langley và Goddard và Marshall, nhiều người đã cống hiến cả cuộc đời cho việc du hành không gian, thiết kế những giấc mơ...".

## Quan tâm đến vật thể bay không xác định
Hill duy trì mối quan tâm lâu dài đối với các vật thể bay không xác định. Ông đã có hai lần nhìn thấy UFO cá nhân. Lần đầu tiên, vào ngày 16 tháng 7 năm 1952, với người vợ tương lai của mình, Frances Hoback, và đã được báo cáo cho Dự án Blue Book của Không quân Mỹ. Vụ chứng kiến này chính thức được phân loại là máy bay khi có một chuyến bay của máy bay ném bom đang ở trong khu vực. Tuy vậy, người đứng đầu tương lai của Blue Book, Đại úy (sau này là Thiếu tá) Edward Ruppelt sau đó đã viết về vụ chứng kiến này:
"Giải pháp khả thi duy nhất để nhìn thấy là hai người đàn ông (như thế) đã nhìn thấy máy bay này. Chúng tôi đã điều tra báo cáo này và thấy rằng có một số chiếc B-26 xuất phát từ Langley AFB trong khu vực tại thời điểm nhìn thấy, nhưng không ai trong số các phi công B-26 nhớ rằng đã bay qua Hampton Roads. Trên thực tế, tất cả trong số họ thường ở lại phía nam của Norfolk cho đến khoảng 10 giờ 30 phút tối vì giông bão hoạt động phía tây bắc Langley. Sau đó, còn có các yếu tố khác - các nhà quan sát không nghe thấy âm thanh và họ tránh xa mọi tiếng ồn của thành phố, máy bay không mang theo một hoặc hai đèn màu hổ phách, và khoảng cách giữa hai ánh đèn như vậy trên máy bay sẽ là rất lớn hoặc rất gần với các nhà quan sát. Và cuối cùng, nhưng không kém phần quan trọng, người đàn ông này đến từ Ủy ban Cố vấn Hàng không Quốc gia là một nhà khí động học rất nổi tiếng và có tầm vóc chuyên nghiệp đến mức nếu ông ấy nói rằng ánh sáng này không phải là loại máy bay mà họ chưa từng biết đến."
Vụ chứng kiến UFO cá nhân thứ hai của Hill, vào năm 1962, đã không được báo cáo cho Blue Book, nhưng được mô tả trong cuốn sách của ông.
Hill là một người ủng hộ mạnh mẽ cho giả thuyết ngoài trái đất, điều này cho thấy một số UFO đại diện cho cấu trúc phi thuyền có nguồn gốc ngoài hành tinh. Sau khi rời NASA về nghỉ hưu, ông đã phát triển phân tích của mình với mục đích chứng minh rằng những UFO không nhận dạng nhầm các vật thể hoặc hiện tượng trần tục, có một tập hợp các đặc điểm hiệu suất nhất quán và phù hợp với lý thuyết cho phép trong lý thuyết vật lý. Hill đã trình bày trường hợp của mình trong cuốn sách Unconventional Flying Objects: A Scientific Analysis. Cuốn sách đã được xuất bản mãi tới khi tác giả qua đời, sau một số từ chối từ các nhà xuất bản trong suốt cuộc đời của Hill.
Unconventional Flying Objects đã được cộng đồng nghiên cứu UFO đón nhận tích cực và được tham khảo rộng rãi bởi các tác giả quan tâm đến UFO,.

## Quan tâm đến hiện tượng tâm linh
Trong một cuộc phỏng vấn vào năm 2000, con gái của Hill, Julie, đã mô tả mối quan tâm của cha cô đối với nghiên cứu tâm linh:
"Ông ấy nói về một người bạn là một nhà ngoại cảm và các thí nghiệm họ đã làm. Ông ấy nói rằng ông ấy đã thiết lập một thí nghiệm chong chóng– tôi không biết làm thế nào, nhưng ông ấy biết cách thiết lập một thử nghiệm hợp lệ – và ông ấy nói với tôi rằng trong khoảng một tuần ông ấy có thể thổi nó bằng tâm trí của mình, bằng suy nghĩ của mình nhưng sau khoảng một tuần thì ông không thể làm điều đó được nữa. Ông cũng kể cho tôi nghe một câu chuyện về việc ngồi trong một chiếc ô tô đỗ trên đường, ông đang nghĩ về những thí nghiệm và ông ấy nói rằng ông đã phóng suy nghĩ của mình lọt vào tâm trí của cô ta để đi vào xe của tôi, và khi người phụ nữ đang đi bằng ô tô thì cô ta dừng lại, mở cửa và ngồi xuống và nhìn ông ấy, và tôi không biết liệu cô ấy có hét lên hay không nhưng cô ấy hoàn toàn choáng váng về những gì cô ấy đang làm. Ông ấy nói, tôi muốn cô vào xe, và cô đã làm thế. Tôi nghĩ ông ấy cũng sốc như cô ấy. Cả hai đều sốc. Ông ấy nói với tôi khi tôi còn ở tuổi thiếu niên, và đó là trước khi Shirley Maclaine và trạng thái xuất hồn, rằng khi ông ấy ngủ, ông ấy có thể bay ra khỏi cơ thể vào ban đêm và lơ lửng trên trần nhà và nhìn xuống và ngắm mình ngủ. Ông ấy không bao giờ nói rằng ông ấy đã đi bất cứ nơi nào hoặc nhìn thấy những điều tuyệt vời, chỉ là ông ấy rời khỏi cơ thể và nhìn mình ngủ".
Tuy nhiên, không có thí nghiệm nào trong số này bị đánh giá ngang hàng hoặc được công bố theo bất kỳ cách nào khác.